# Toxorhina seychellarum
Toxorhina seychellarum är en tvåvingeart. Toxorhina seychellarum ingår i släktet Toxorhina och familjen småharkrankar.

## Underarter
Arten delas in i följande underarter:
- T. s. seychellarum
- T. s. subimmaculata